# Sông Nước Đinh
Sông Nước Đinh (tên khác: Sông Sa Lung) là một con sông đổ ra Sông Lại Giang. Sông có chiều dài 29 km và diện tích lưu vực là 115 km². Sông Nước Đinh chảy qua các tỉnh Bình Định, Quảng Ngãi.